# Partido de Avanzada Nacional
El Partido de Avanzada Nacional (PAN) fue un partido político conservador guatemalteco
Hasta 2024 fue el partido político más antiguo aún vigente y el segundo más antiguo de la historia reciente de Guatemala. Formó parte del Grupo Alianza Democrática Centroamericana en el Parlamento Centroamericano y la Unión Internacional Demócrata.[cita requerida]
El partido ganó las elecciones presidenciales y obtuvo mayoría simple en el congreso en 1995 y 1999, y obtuvo la mayor cantidad de alcaldes en 1995, 1998, 1999 y 2003. A partir del año 2003 comenzó un declive en los resultados electorales del partido, después de la salida por separado de sus máximos líderes Álvaro Arzú y Óscar Berger.

## Historia

### Década de los 80's y fundación
El PAN se comenzó a organizar en un principio como iniciativa de Álvaro Arzú, cuando este fungía como Director del Instituto Guatemalteco de Turismo (INGUAT). Arzú fue postulado para alcalde de la Ciudad de Guatemala en las elecciones generales de 1985 por el Comité Cívico "Plan de Avanzada Nacional". Después de resultar victorioso en dicha elección, promovió junto a un grupo de empresarios y profesionales de distintas ramas el comité pro formación del Partido de Avanzada Nacional, mismo que fue formalmente inscrito  el lunes 15 de mayo de 1989. Inmediatamente inició el trabajo de organización para participar en las próximas elecciones de 1990.

#### Década de los 90's ,llegada al poder en 1995-96
En ese mismo año Arzú se postula como candidato presidencial renunciando al cargo de alcalde metropolitano , obteniendo el 4° lugar con el 17% de los votos,logrando 12 representantes al congreso, la alcaldía metropoitana y otras 15 alcaldías y 4 diputados al Parlacen.Luego en las elecciones legislativas de 1994 logra 24 diputados de 80 que iban a elección.
En 1995, Arzú vuelve a postularse como presidente ahora de la mano de Luis Alberto Flores Asturias como vicepresidente,ganando la primera vuelta y segunda vuelta donde también ganaron la presidencia, consiguió 43 escaños al congreso, otra vez la alcaldía metropolitana juntó con otras 107 planillas municipales de todos los municipios del país dando 300 a elección y 107 ganadas por el partido en su totalidad y 8 representantes al Parlacen.
En 1999 Óscar Berger se postula como candidato presidencial perdiendo ante Alfonso Portillo quedando en segundo lugar ganando 37 diputados al congreso, por 4ª vez la alcaldía metropolitana y otras 107 alcaldías dando 108 ganadas en total y  7 de 20 escaños al Parlacen por lo que de ahí empezó el declive en los resultados electorales del partido.

##### Década de los 2000's
En las elecciones de 2003 su candidato presidencial, Leonel López Rodas quedó en cuarto lugar con un 8.3% del total de votos.  En las elecciones legislativas, obtuvo el 10% del voto popular, consiguiendo 17 escaños de 158 en el Congreso,34 alcaldías de 331 a elección y 300 postuladas por el partido y 2 diputados al Parlacen.

En las elecciones de 2007 el PAN postuló a Óscar Rodolfo Castañeda y a Roger Ánibal Valenzuela Bonilla a la presidencia y vicepresidencia, candidatos a diputados y 213 planillas municipales, logrando el 2.54% de los votos y el 9° puesto de la elección habiendo ganado apenas 3 diputaciones y 13 alcaldías de las 213 postuladas por el partido y 332 que iban a elección. Más tarde Juan Guillermo Gutiérrez se convierte en secretario general del PAN hasta 2018.

###### Décadas de los 2010's , 2020's,cancelación y rehabilitación
En las elecciones generales de 2011, Juan Guillermo Gutiérrez quedó en el séptimo puesto con un 2,76% del total de votos. El PAN obtuvo únicamente dos diputaciones, 5 alcaldías y ningún diputado al Parlacen
En las elecciones de 2015 para la VII Legislatura Gutiérrez vuelve a postularse quedando en 10° puesto de la elección y con el 3.10% de los votos, habiendo ganado de nuevo 3 diputaciones (como en 2007) , de alcaldías solo ganó la alcaldía del municipio de Patzicía en Chimaltenango perteneciente a Silvestre Per Xar y no volvió a ganar ninguna curul al Parlacen.
El Tribunal Supremo Electoral declaró en octubre de 2018 que se estaba analizando la cancelación del partido por posibles delitos electorales.
En las elecciones generales de 2019 el PAN por primera y única vez hizo una coalición con el partido Podemos postulando a Roberto Arzú a la presidencia quedando en 5° lugar de la elección con 267,256 votos y con un 6.08% de ellos, el PAN de forma individual logró la reelección de Manuel Conde Orellana y Eduardo Zhariczon al congreso dando un total de 2 diputados (como en 2011) y de las 41 planillas municipales postuladas por el partido ganó la alcaldía de Patulul perteneciente a César Calderón Uribio.
En las elecciones generales de 2023, no presentaron candidato presidencial, únicamente participaron en las elecciones legislativas, municipales y del Parlacen. Sin embargo, no obtuvieron ningún diputado ni alcalde, siendo su única elección en no participar para la presidencia, por lo que, de conformidad con la Ley Electoral y de Partidos Políticos, el partido fue disuelto por el Tribunal Supremo Electoral. El 8 de enero de 2024, el partido fue formalmente cancelado por el Tribunal Supremo Electoral.
El 4 de abril de 2025 el PAN fue rehabilitado, celebrará asambleas en organización partidaria vencida del 14 de junio de este año al 30 de agosto de 2026 donde se elegirá al nuevo Comité Ejecutivo Nacional.

## Resultados electorales
A continuación se presentan los resultados que ha tenido el partido político en todas las elecciones que ha participado:

### Presidenciales
| Año electoral | Candidato presidente     | Candidato vicepresidente        | 1.ª vuelta                        | 1.ª vuelta                        | 2.ª vuelta                        | 2.ª vuelta                        |
| Año electoral | Candidato presidente     | Candidato vicepresidente        | Total de votos                    | Porcentaje                        | Total de votos                    | Porcentaje                        |
| ------------- | ------------------------ | ------------------------------- | --------------------------------- | --------------------------------- | --------------------------------- | --------------------------------- |
| 1990          | Álvaro Arzú              | Fraterno Vila Betoret           | 268.776                           | 17,29% (4°)                       |                                   |                                   |
| 1995          | Álvaro Arzú              | Luis Flores Asturias            | 565.393                           | 35,50% (1°)                       | 671.354                           | 47,78% (1°)                       |
| 1999          | Óscar Berger             | Arabella Castro Quiñónes        | 664.417                           | 30,32% (2°)                       | 549.936                           | 31,69% (2°)                       |
| 2003          | Leonel López Rodas       | Rubén Alfonso Ramírez           | 224.179                           | 8,30% (4°)                        |                                   |                                   |
| 2007          | Óscar Rodolfo Castañeda  | Roger Aníbal Valenzuela Bonilla | 83.369                            | 2,54% (9°)                        |                                   |                                   |
| 2011          | Juan Guillermo Gutiérrez | Carlos Enrique Zúñiga Fumagalli | 123.648                           | 2,76% (7°)                        |                                   |                                   |
| 2015          | Juan Guillermo Gutiérrez | Manuel Alfredo Marroquín Pineda | 151.655                           | 3,10% (10°)                       |                                   |                                   |
| 2019          | Roberto Arzú             | José Antonio Farías             | 267.256                           | 6,08% (5°)                        |                                   |                                   |
| 2023          | Ninguno                  | Ninguno                         | No postuló candidato presidencial | No postuló candidato presidencial | No postuló candidato presidencial | No postuló candidato presidencial |

### Legislativos
Estos son los resultados que obtuvo en las participaciones que tuvo a partir de 1990:
| Año electoral | Distritales    | Distritales | Distritales | Distritales | Listado Nacional | Listado Nacional | Listado Nacional | Listado Nacional | Total  |
| Año electoral | Total de votos | Porcentaje  | Escaños     | +/-         | Total de votos   | Porcentaje       | Escaños          | +/-              | Total  |
| ------------- | -------------- | ----------- | ----------- | ----------- | ---------------- | ---------------- | ---------------- | ---------------- | ------ |
| 1990          | 288.331        |             | 7/87        | 7           | 268.776          | 17,29%           | 5/29             | 5                | 12/116 |
| 1994          | 172.224        |             | 19/64       | 12          | 162.161          |                  | 5/16             | =                | 24/80  |
| 1995          | 337.607        |             | 36/64       | 17          | 504.362          |                  | 7/16             | 2                | 43/80  |
| 1999          | 507.787        |             | 30/84       | 6           | 566.314          |                  | 7/39             | 7                | 37/113 |
| 2003          | 279.175        |             | 13/119      | 17          | 278.393          |                  | 4/39             | 3                | 17/158 |
| 2007          | 164.743        | 5,18%       | 2/119       | 11          | 143.268          | 4,53%            | 1/39             | 3                | 3/158  |
| 2011          | 147.508        | 3,38%       | 1/119       | 1           | 135.530          | 3,10%            | 1/39             | =                | 2/158  |
| 2015          | 243.440        | 3,06%       | 2/119       | 1           | 158.309          | 3,41%            | 1/39             | =                | 3/158  |
| 2019          | 104.900        |             | 1/120       | 1           | 110.016          | 2,92             | 1/40             | =                | 2/160  |
| 2023          |                |             | 0/120       | 1           |                  |                  | 0/40             | 1                | 0/160  |

### Municipales
| Comicios | Votos   | %      | Alcaldes | Alcaldes en coalición     |
| -------- | ------- | ------ | -------- | ------------------------- |
| 1990     | 265.873 | 5,33%  | 16/300   | No participó en coalición |
| 1993     | 79.435  | 12,68% | 35/276   | No participó en coalición |
| 1995     | 495.603 | 35,66% | 107/300  | No participó en coalición |
| 1998     | 57.580  | 73,3%  | 22/30    | No participó en coalición |
| 1999     | 248.534 | 32,72% | 108/330  | No participó en coalición |
| 2003     | 574.404 | 36,85% | 34/331   | No participó en coalición |
| 2007     | 175.763 | 3,90%  | 13/332   | No participó en coalición |
| 2011     | 154.646 | 3,32   | 6/333    | No participó en coalición |
| 2015     | 57.206  | 1,17%  | 1/338    | No participó en coalición |
| 2019     |         |        | 1/340    | No participó en coalición |
| 2023     |         |        | 0/340    | No participó en coalición |

### Parlamento Centroamericano
| Año electoral | Total de votos | Porcentaje | Escaños | +/- |
| ------------- | -------------- | ---------- | ------- | --- |
| 1990          |                |            | 4/20    | 4   |
| 1995          |                |            | 8/20    | 4   |
| 1999          |                |            | 7/20    | 1   |
| 2003          |                |            | 2/20    | 5   |
| 2011          | 135.841        | 3,25%      | 0/20    | 2   |
| 2015          | 142.523        | 3,22%      | 0/20    | =   |
| 2019          | 99.434         | 2,98       | 0/20    | =   |
| 2023          |                |            | 0/20    | =   |

## Presidentes de Guatemala por el PAN
| Presidentes de Guatemala por el Partido de Avanzada Nacional |
|                                                              |
| Álvaro Arzú 1996-2000                                        |